# Karel Mengelberg
Karel Willem Joseph Mengelberg (ur. 18 lipca 1902 w Utrechcie, zm. 11 lipca 1984 w Amsterdamie) – holenderski kompozytor i dyrygent.

## Życiorys
Bratanek dyrygenta Willema Mengelberga. Studiował kompozycję u Willema Pijpera w Amsterdamie oraz dyrygenturę u Hermanna Scherchena w Berlinie. Od 1927 do 1930 roku dyrygował orkiestrą teatru w Greifswaldzie, następnie w latach 1930–1933 był dyrygentem orkiestry berlińskiej rozgłośni radiowej Deutschlandsender. W następnych latach był dyrygentem orkiestry miejskiej w Barcelonie i kierownikiem muzycznym wytwórni filmowej w Kijowie. Po powrocie do Amsterdamu w 1938 roku działał jako dyrygent, pedagog i krytyk muzyczny.
Jego synem był kompozytor Misha Mengelberg.

## Wybrane kompozycje
(na podstawie materiałów źródłowych)

### Utwory orkiestrowe
- Requiem (1946)
- Divertimento na małą orkiestrę (1948)
- Koncert na róg i orkiestrę (1950)
- Anion (1950)
- Serenada na smyczki (1952)
- Suita na małą orkiestrę (1954)
- De bergen (1982)

### Utwory kameralne
- Kwartet smyczkowy (1938)
- Sonata na obój solo (1939)
- Trio na flet, obój i fagot (1940)
- Toccata na fortepian (1950)
- Soliloquio na flet (1951)
- Ballada na flet, klarnet, harfę i kwartet smyczkowy (1952)
- Soneria, Romania e Mazurca na harfę (1958)

### Utwory wokalno-instrumentalne
- Recitatief na baryton, violę da gamba i klawesyn (1953)
- Roland Hoist na chór i małą orkiestrę (1955)

### Balety
- Bataille (1922)
- Parfait amour (1945)